# Fyzabad
Fyzabad è una città nel sud-ovest di Trinidad, 13 km (8,1 miglia) a sud di San Fernando, a ovest di Siparia e a nord-est di Point Fortin. Prende il nome dalla città di Faizabad in India. Colloquialmente è conosciuto da molti come "Fyzo" e famosa per essere il luogo di nascita di Bill Ocean.

## Storia

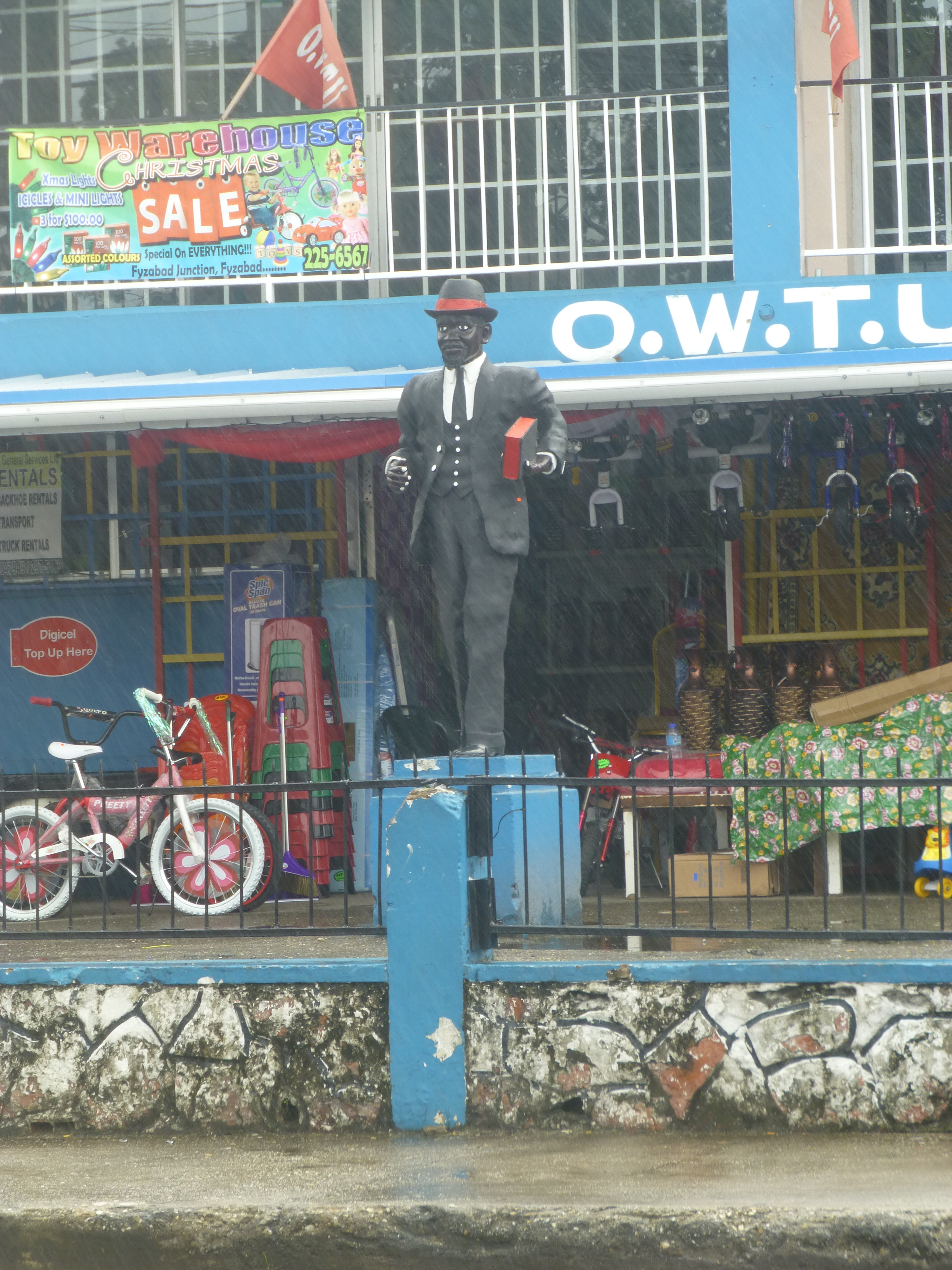
Statua di Uriah Butler

Fyzabad fu fondata nel 1871 dal reverendo Kenneth J. Grant, un missionario presbiteriano, attivo a Trinidad sin dal 1869. 
In seguito all'abolizione della schiavitù nel 1838, numerosi lavoratori a contratto provenienti dall'India si trasferirono a Trinidad a partire dal 1845. Questi lavoratori, impiegati nella coltivazione e nella lavorazione della canna da zucchero, si impegnavano a rimanere nell'isola per un periodo di almeno tre anni, in seguito portato a cinque anni. A partire dal 1869, l'amministrazione coloniale britannica iniziò ad offrire terreni ed esenzioni fiscali per gli Indiani al fine di favorire un loro insediamento permanente. Grant condusse la propria attività missionaria presso coloro che si erano insediati a Trinidad in maniera permanente, ottenendo buoni risultati. Al fine di minimizzare i contatti tra i neo convertiti e coloro che avevano mantenuto la fede induista, fece trasferire i primi in terreni, che aveva acquistato dal demanio pubblico per la sua missione. Il nome dell'insediamento che venne fondato fu scelto dagli abitanti stessi. Fino al 1917 l'insediamento basò la sua sussistenza esclusivamente sull'attività agricola, basata sulla produzione di ortaggi e cacao nonché in misura minore di caffè.  
Durante la prima guerra mondiale il petrolio, che era stato già individuato a Trinidad, acquisì un'importanza strategica enorme. Si supponeva che ulteriori giacimenti fossero situati nei pressi di Fyzabad, in virtù della sua vicinanza al Pitch Lake, importante deposito naturale di asfalto.   Il geologo Arthur Beeby-Thompson identificò un sito adeguato di esplorazione nei pressi di Fyzabad. In seguito a riscontri positivi, le compagnie petrolifere Apex Trinidad Oilfields e Trinidad Leaseholds Ltd stabilirono i loro impianti in loco. La città crebbe notevolmente nel corso degli anni '20 del XX secolo, attirando un gran numero di immigrati da Grenada e dalle altre isole delle Piccole Antille.
Negli anni '30 vi erano cinque compagnie petrolifere operative a Fyzabad. Le condizioni lavorative erano in genere mediocri e causarono scioperi e scontri. In particolare il 19 giugno del 1937 Fyzabad fu il centro di disordini sindacali, guidati da Tubal Uriah Butler, nel corso dei quali persero la vita due poliziotti. Tali eventi sono considerati la nascita del movimento laburista a Trinidad e Tobago. Dal 1973 il 19 giugno viene celebrata a Trinidad la festa dei lavoratori. È stato eretto a Fyzabad inoltre un monumento in onore di Butler. 
Il crollo dei prezzi del petrolio negli anni '80, insieme al calo della produzione petrolifera onshore, hanno determinato il declino della città di Fyzabad.
La coalizione elettorale People's Partnership, composta da cinque partiti è stata creata a Fyzabad nel 2010.  Tale coalizione è divenuta in seguito alle elezioni generali del 2010 la forza di governo.